# Flensburg
För andra betydelser, se Flensburg (olika betydelser).
Flensburg (danska: Flensborg) är en kreisfri stad och den tredje största staden i det tyska förbundslandet Schleswig-Holstein, efter Kiel och Lübeck. Staden har cirka 99 000 invånare. 

## Geografi
Flensburg ligger omedelbart söder om gränsen mot Danmark vid en arm av Östersjön, Flensburgfjorden (Flensburger Förde, da. Flensborg Fjord, som är ett populärt område för segling. 

### Stadsdelar
|  | - Altstadt (Innenstadt) - Engelsby - Friesischer Berg - Fruerlund - Jürgensby - Mürwik - Neustadt | - Nordstadt - Sandberg - Südstadt (inklusive Rude) - Tarup - Weiche - Westliche Höhe |

## Historia
Flensburg omnämns för första gången i samband med striderna mellan Danmarks kung och Slesvigs hertig 1250. Redan på 1100-talet hade det uppstått en bosättning på platsen kring kyrkan S:t Johannis, då området lämpade sig väl för handel. Från bosättningen gick vägar till Jütland, Angeln och Friesland, men det viktigaste skulle senare visa sig vara tillgången till Östersjön. Tack vare den omfattande handeln med framförallt saltad sill utvecklades bosättningen och fick officiellt status som stad år 1284. Under 1300-talet fortsatte Flensburg att växa. Många byggnader, som idag utgör stadens kärna, anlades under detta århundrade, bland annat kyrkorna S:t Maria och S:t Nikolai, den nordliga och sydliga marknaden samt stadsmuren med dess tre huvudingångar.
Området kring Flensburg hade som sagt länge varit omstritt. I början av 1400-talet mynnade den långvariga konflikten ut i ett krig mellan kungen av Danmark och hertigen av Holstein, som allierat sig med Hansan. Delar av staden förstördes i striderna innan hertigen av Holstein lyckas vinna och införliva hela hertigdömet Schleswig i sitt eget. Det dröjde dock inte länge innan Flensburg ändå blev danskt. År 1460 valdes nämligen den danske kungen Christian I till hertig av Schleswig och greve av Holstein av Flensburgs råd. I flera århundraden därefter kom Flensburg att tillhöra Danmark.
Under 1500-talet minskade Hansans inflytande över Östersjöhandeln och organisationen lämnade efter sig en stor marknad. Det utnyttjade Flensburgs handelsmän. Därför gick staden under den här perioden från att vara en liten bosättning till att bli Danmarks största handelsstad med 6000 invånare och 200 handelsfartyg. Dessvärre skulle guldåldern nå sitt slut under det kommande århundradet då Europa drabbades av utdragna krig. Under det trettioåriga kriget (1618-48), det dansk-svenska kriget (1657-58) och det stora nordiska kriget (1700-1721) blev Flensburg plundrat och byggnader förstörda, vilket gjorde att staden förlorade sin maktposition till städer som Hamburg och Köpenhamn.
Perioden som följde efter krigen präglades av återhämtning och återuppbyggnad, men också av nytänkande. Under första halvan av 1700-talet utökade Flensburg sina handelsrelationer bortom närområdet. Först etablerades handel med Norge, sedan med Ryssland, Spanien, Frankrike och slutligen Västindien. I och med den utvecklingen ändrades också de varor man handlade med. Tidigare var produkter som fisk och tran viktigast för handelsmännen, men nu ersattes de av rörsocker, tobak och rom. 1767 infördes ett förbud mot framställning av brännvin, vilket ledde till att handeln med rom blev ännu mer lönsam. Allt detta ledde till slut fram till att Flensburg upplevde en andra guldålder. Som mest bestod handelsflottan av 295 fartyg och antalet invånare uppgick till 11 500. Även denna period av blomstrande handel skulle dock få ett slut. I början av 1800-talet var Danmark involverat i ett krig mot England, vilket ledde till att landet gick i konkurs 1813 och förlorade kontrollen över Norge. För Flensburg fick det förödande konsekvenser. I och med förlusten förlorade staden nästan hela sin flotta och över hälften av alla rederier. Läget underlättades inte av att Danmark stöttade Napoleon under Napoleonkrigen och Flensburg därför påverkades av kontinentalblockaden.
De ekonomiska svårigheterna var inte Flensburgs enda problem. Den så kallade “nationella frågan”, det vill säga frågan om hur en tysk nation skulle se ut, väckte liv i de gamla motsättningarna mellan danskar och tyskar. Under åren 1848-1851 påverkades staden av den liberala revolution som svepte genom landet. Efter att den slagits ned dröjde det inte länge innan ett krig bröt ut på nytt mellan Danmark och Tyskland. Denna gång gick Preussen, som under perioden var den starkaste tyska makten, segrande ur konflikten. Det resulterade i att Schleswig-Holstein och Flensburg blev en preussisk provins 1864 och medlem i det tyska riket 1871. Precis som i många andra provinser följde en tid av industriell utveckling, där bland annat en järnvägsstation och ett gasverk anlades. Preussen grundlade även förvaltning, domstolar och militära inrättningar i staden. På grund av dessa förändringar och stor invandring till Flensburg ökade invånarantalet till 70 000 år 1914.
Första världskriget (1914-1918) drabbade inte Flensburg nämnvärt, eftersom staden låg så pass långt från krigsfronten. Däremot slogs det i Versaillesfreden fast att det skulle hållas en folkomröstning i området om den tysk-danska gränsen. Den genomfördes mycket riktigt 1920 och resultatet blev att södra Schleswig tillföll Tyskland medan norra Schleswig istället tillföll Danmark. I Flensburg samlades 27 081 röster mot och 8944 röster för en återförening med Danmark in. Ett förslag från dansk sida att internationalisera Flensburg med omgivande landområden ledde inte till några resultat, och Flensburg tillerkändes Tyskland. Under Weimarrepubliken fick staden motta stort ekonomiskt stöd, vilket bland annat ledde till stora infrastrukturprojekt. Exempelvis byggdes Flensburgs busstation (ZOB) och “das Deutsche Haus” under den här tiden. Den positiva utvecklingen fick dock ett abrupt slut i och med börskraschen 1929. Den orsakade en ekonomisk kris i hela Tyskland med hög arbetslöshet och många konkurser. På den krisen följde nazisternas maktövertagande och det andra världskriget (1939-1945). Till skillnad från många andra tyska städer lyckades Flensburg klara sig undan omfattande bombräder, vilket är orsaken till att många historiska byggnader står kvar än idag. Kanske var det också en av anledningarna till att staden blev nazistregimens sista hemort. Flensburgregeringen existerade 2–23 maj 1945 under ledning av storamiral Karl Dönitz och greve Lutz Schwerin von Krosigk. Det var från en av stadens skolor som regeringen den 7 maj 1945 tillkännagav Tysklands kapitulation och slutet på det tredje riket.
Efter krigsslutet blev Flensburg västtyskt. Stadens ekonomi återhämtade sig men genomgick också en strukturförändring. Från att ha varit en utpräglad handelsstad blev Flensburg en universitetsstad för lärarstudenter. 2023 finns det två högskolor: Europa-Universität Flensburg för teoretiska studier och Hochschule Flensburg för yrkesstudier. Flensburgs bryggeri har även blivit mycket framgångsrikt. Det finns fortfarande ett varv kvar i stadens hamn, men det genomgår svåra tider. Den en gång så viktiga romproduktionen har idag upphört helt.

## Kultur och sevärdheter

### Kyrkor
- Heiliggeistkirche
- Johanniskirche
- Marienkirche
- Nikolaikirche
- Franziskanerkloster

### Bildgalleri

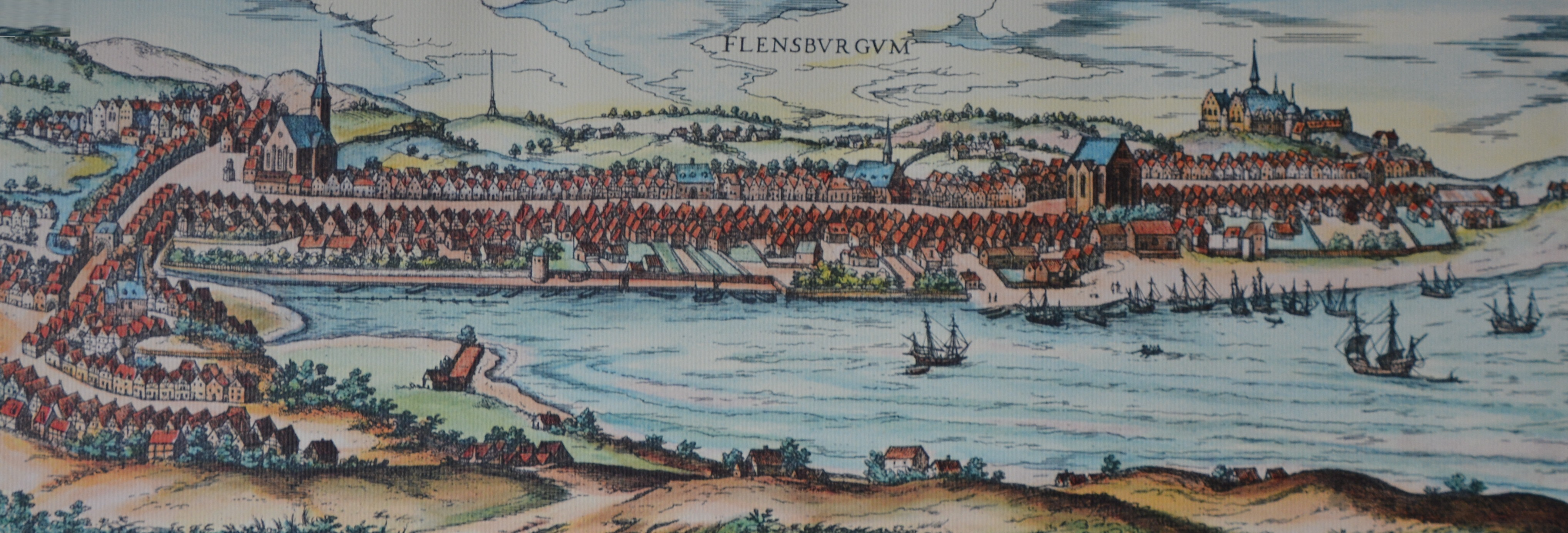
Flensburg 1572
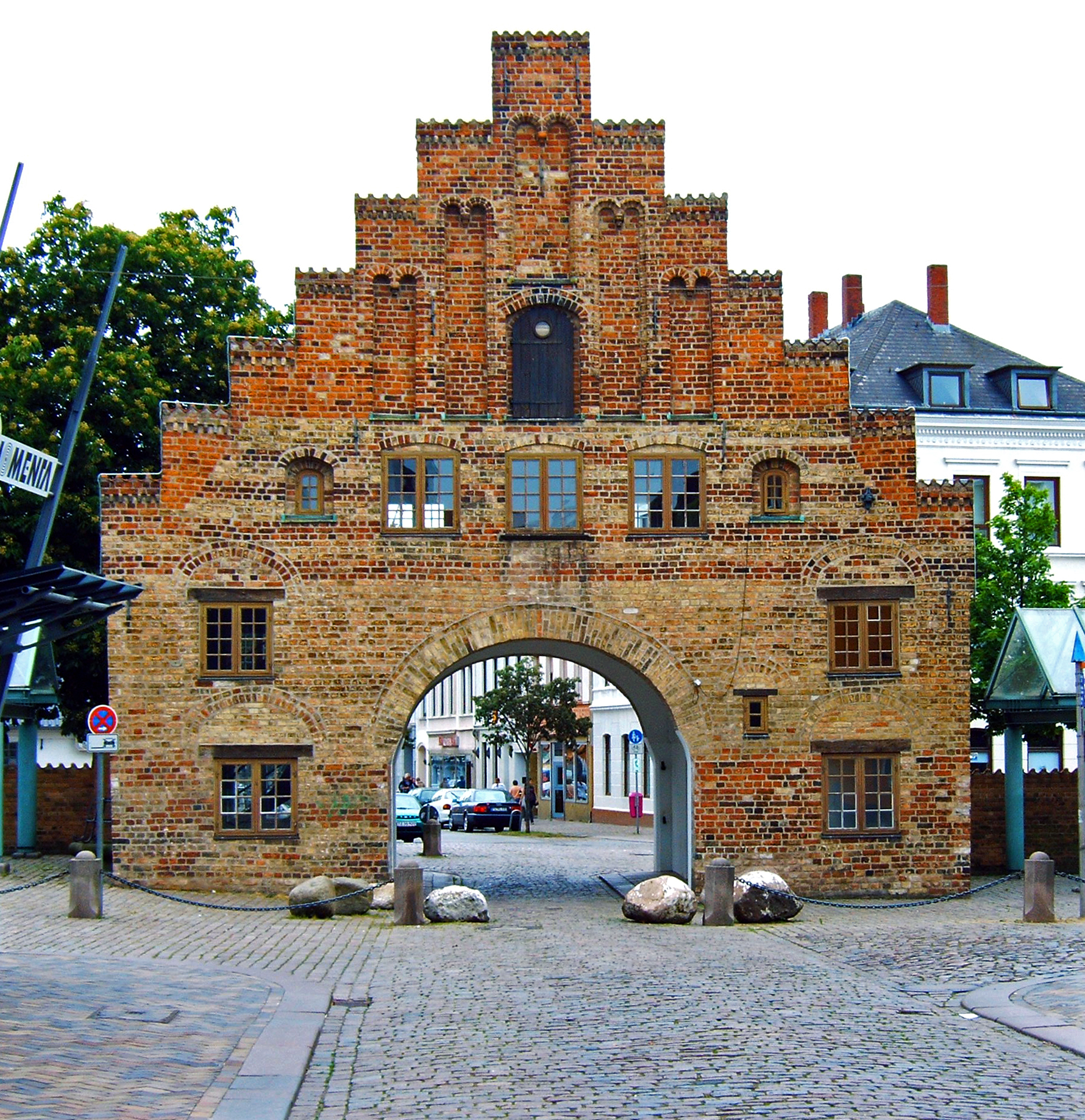
Nordertor
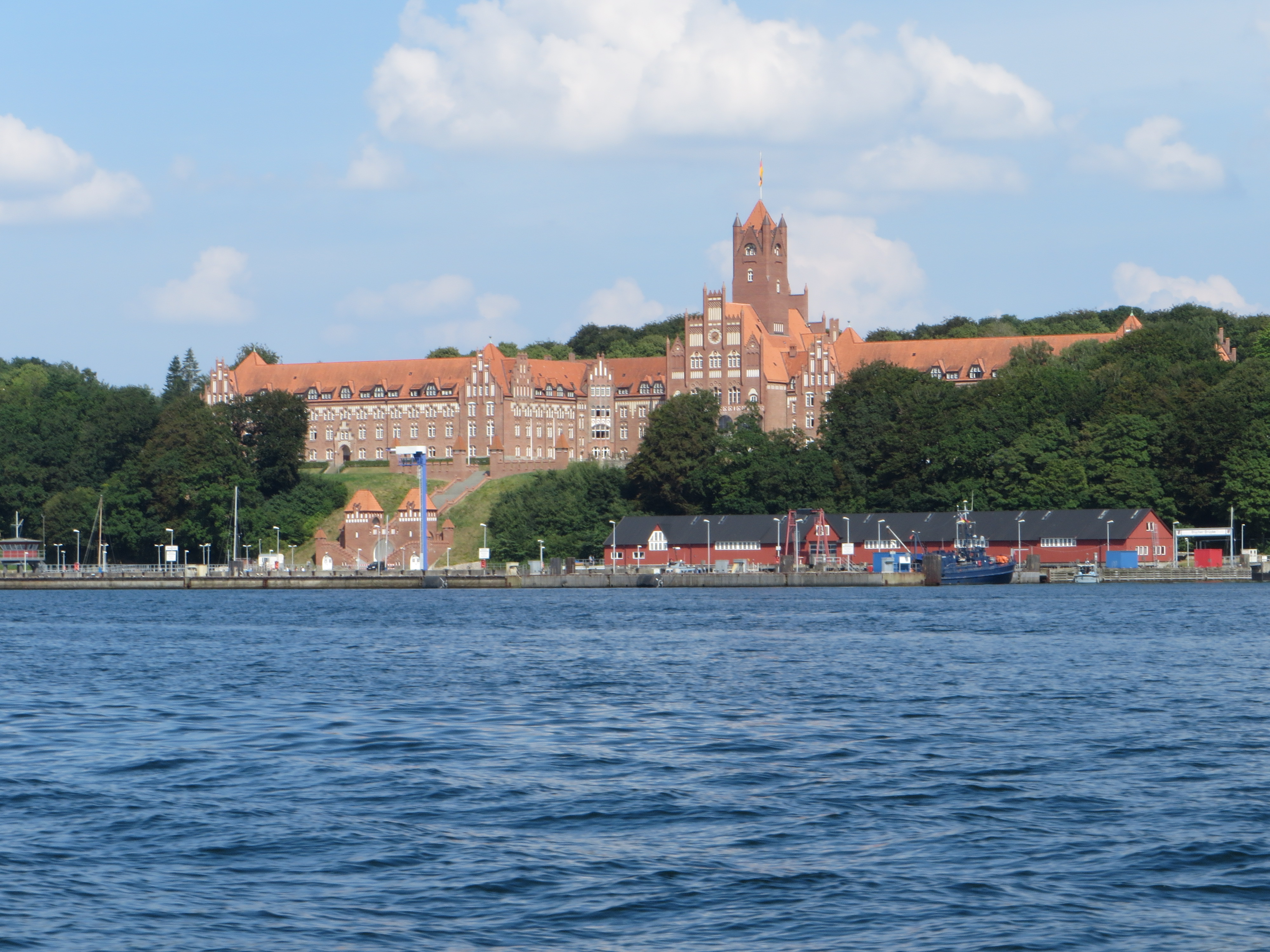
Marineschule Mürwik
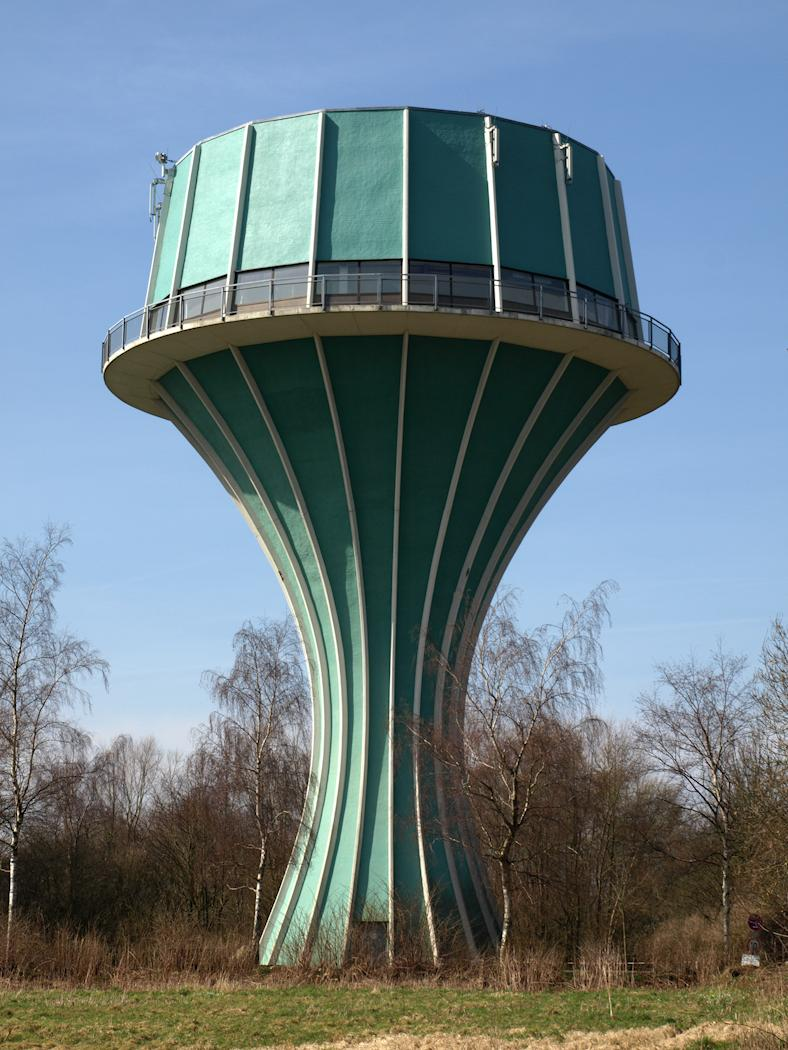
Mürwiks vattentorn
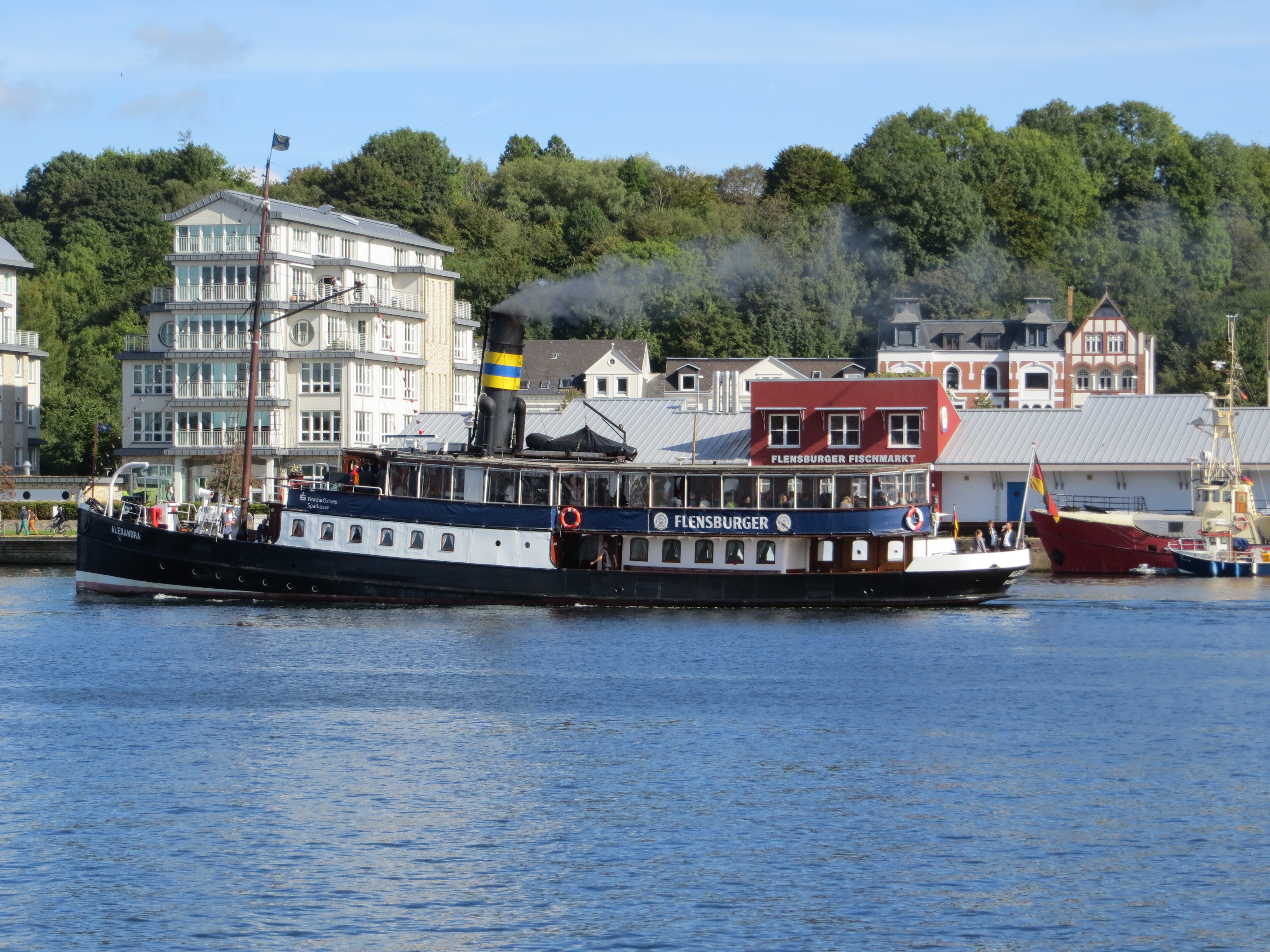
Alexandra
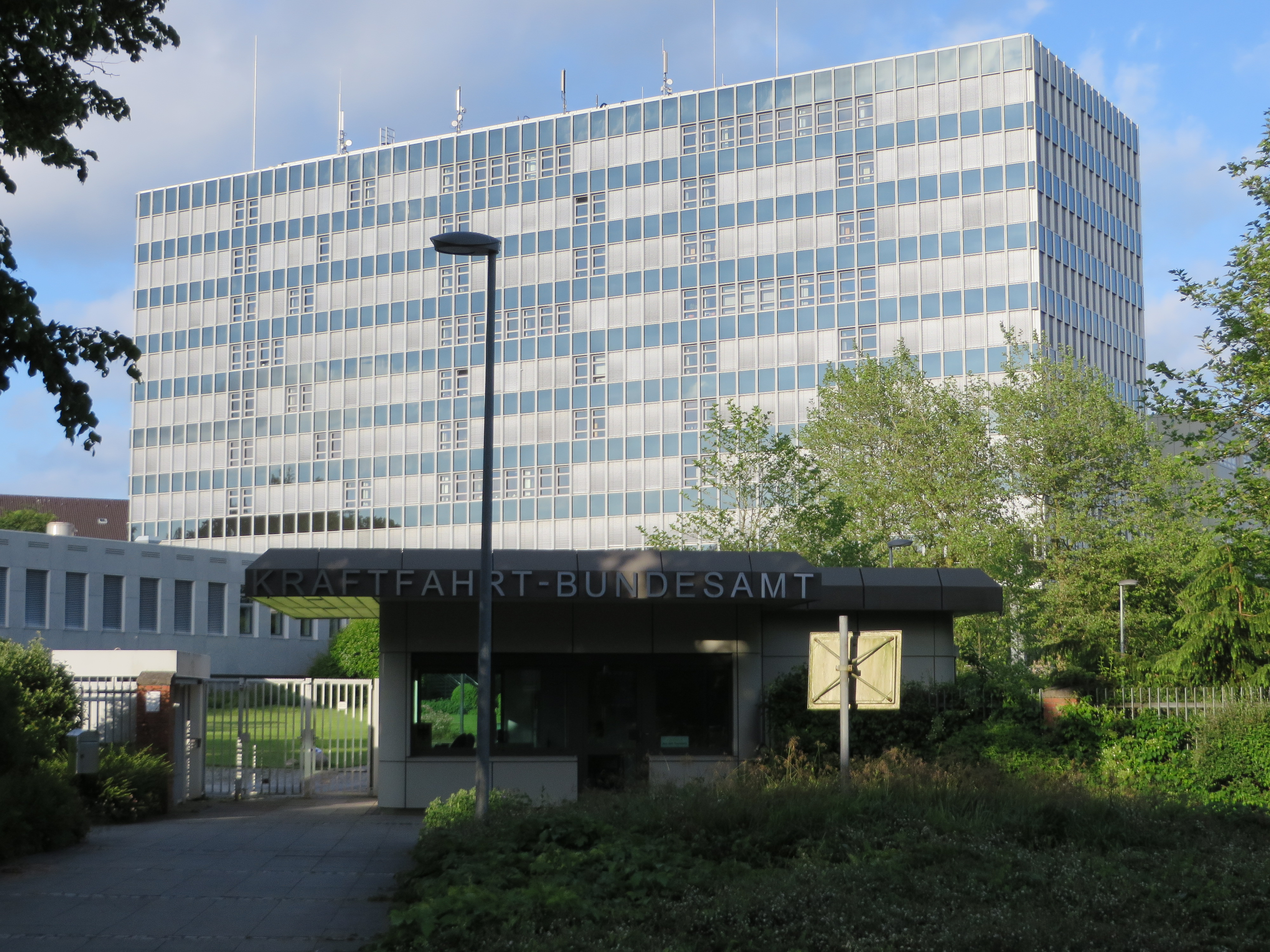
KBA

## Näringsliv
Flensburg är framförallt en handelsstad med ett stort antal affärer och köpcentra. I anslutning till motorvägen ligger Scandinavian Park som inriktar sig på gränshandel, då staden ligger mycket nära gränsen till Danmark. Staden är också säte för Tysklands federala myndighet för registrering av trafikförseelser, Kraftfahrt-Bundesamt, och det tyska uttrycket "Punkte in Flensburg" (prickar i Flensburg) syftar på att få prickar i det tyska körkortsregistret.
I Flensburg grundade Beate Uhse världens första sexbutik.

## Utbildning
I staden finns också ett universitet, Universität Flensburg, med omkring 3 500 studenter och en yrkeshögskola med cirka 2 500 studenter.  

## Sport
Flensburg har ett av Europas främsta handbollslag, SG Flensburg-Handewitt.